# Condado de Shelby (Texas)
El condado de Shelby (en inglés, Shelby County) es una subdivisión administrativa del estado de Texas, Estados Unidos. Según el censo de 2020, tiene una población de 24 022 habitantes.
La sede del condado es Center, al igual que su mayor ciudad. El condado tiene un área de 2162 km² (de los cuales 101 km² están cubiertos por agua).
Este condado fue fundado en 1836.

## Demografía

### Censo de 2020
Según el censo de 2020, hay 24 022 habitantes, 9293 hogares y 5157 familias en el condado. La densidad de población es de 12 habitantes por kilómetro cuadrado.
- El 62,90% de los habitantes son blancos.

- El 15,97% son afroamericanos.
- El 0,58% son amerindios
- El 1,54% son asiáticos
- El 0,06% son isleños del Pacífico.
- El 10,57% son de otras razas.
- El 8,38% son de una mezcla de razas.

Del total de la población, el 19,50% son hispanos o latinos de cualquier raza.
Hay 9309 viviendas ocupadas. El 43.84% están habitadas por familias con una pareja casada; el 7.90%, por hogares monoparentales con una mujer como jefa de familia, y el 1.42%, por hogares monoparentales con un hombre como jefe de familia. El resto (46.84%) no cumplen con la definición de familia de la Oficina del Censo (dos o más personas unidas por nacimiento, matrimonio o adopción viviendo juntas).

### Censo de 2000
Para el censo de 2000, había 25 224 personas, 9595 hogares y 6908 familias en el condado. La densidad de población era de 32 habitantes por milla cuadrada.
La composición racial del condado era:
- 72,65% blancos
- 19,44% afroamericanos
- 0,36% amerindios
- 0,23% asiáticos
- 0,02% isleños del Pacífico.
- 5,87% otras razas
- 1,44% de dos o más razas.

Había 9595 hogares, de las cuales el 32,40% tenían menores de 18 años viviendo con ellas. El 55,10% eran parejas casadas viviendo juntas, en el 12,90% de los casos estaban a cargo de mujeres solas y el 28,00% no eran familias.
El tamaño promedio de una familia era de 3,08 miembros.
En el condado el 26,60% de la población tenía menos de 18 años, el 8,80% tenía de 18 a 24 años, el 25,80% tenía de 25 a 44, el 22,20% de 45 a 64, y el 16,60% eran mayores de 65 años. La edad promedio era de 37 años. Por cada 100 mujeres había 92,40 hombres. Por cada 100 mujeres mayores de 18 años había 89,20 hombres.
Los ingresos medios de una cabeza de familia del condado eran de $29 112 y el ingreso medio familiar era de $34 021. Los hombres tenían unos ingresos medios de $26 501 frente a $20 280 de las mujeres. El ingreso per cápita del condado era de $15 186. El 14,90% de las familias y el 19,40% de la población estaban debajo de la línea de pobreza. Del total de gente en esta situación, 24,70% tenían menos de 18 y el 16,90% tenían 65 años o más.